# Louplande
Louplande település Franciaországban, Sarthe megyében. Lakosainak száma 1496 fő (2022. január 1.). Louplande Étival-lès-le-Mans, Souligné-Flacé, Voivres-lès-le-Mans, Chemiré-le-Gaudin és Roézé-sur-Sarthe községekkel határos.

## Népesség
A település népességének változása:
| Lakosok száma | 1482 | 1472 | 1492 | 1462 | 1457 | 1460 | 1458 | 1486 | 1496 |
|               | 2013 | 2015 | 2016 | 2017 | 2018 | 2019 | 2020 | 2021 | 2022 |